# Svart bergtyrann
Svart bergtyrann (Ochthoeca nigrita) är en fågel i familjen tyranner inom ordningen tättingar.

## Utbredning och systematik
Fågeln förekommer enbart i västra Venezuela. Den behandlas som monotypisk, det vill säga att den inte delas in i några underarter.

## Status
IUCN kategoriserar den som livskraftig.